# Anagyrus coccurae
Anagyrus coccurae är en stekelart som beskrevs av Sugonjaev 1962. Anagyrus coccurae ingår i släktet Anagyrus och familjen sköldlussteklar. Inga underarter finns listade i Catalogue of Life.